# Styringomyia annulipes
Styringomyia annulipes là một loài ruồi trong họ Limoniidae. Chúng phân bố ở vùng nhiệt đới châu Phi.